# Kroměříž
Kroměříž((njem.) Kremsier, (polj.) Kromieryż) je grad na istoku Češke, smješten u češkoj povijesnoj pokrajini Moravskoj i administrativnoj regiji Zlínski kraj. S 29 035 stanovnika drugi je najveći grad regije, odmah iza Zlína. Grad je napoznatiji po Nadbiskupskoj palači Kroměříž, koja se nalazi na UNESCO-ovom popisu mjesta svjetske baštine u Europi, čiju je unutrašnjost iskoristio filmski redatelj i scenarist Miloš Forman za scenografiju u svom proslavljenom filmu, Amadeus, koji govori o životu Wolfganga Amadeusa Mozarta.

## Gradovi prijatelji
Kromeriž je zbratimljen sa sljedećim gradovima:
- Châteaudun, Francuska
- Nitra, Slovačka
- Krems na Dunavu, Austrija
- Piekary Śląskie, Poljska
- Râmnicu Vâlcea, Rumunjska

## Vanjske poveznice
- (engl.) Službene stranice grada[neaktivna poveznica]
- (engl.) (tal.) Gradski vodič  Arhivirana inačica izvorne stranice od 3. ožujka 2016. (Wayback Machine)